# Charora similis
Charora similis är en insektsart som beskrevs av Bei-bienko 1951. Charora similis ingår i släktet Charora och familjen gräshoppor. Inga underarter finns listade i Catalogue of Life.